# Kilowog
Kilowog è un personaggio dei fumetti della DC Comics, un supereroe membro del Corpo delle Lanterne Verdi.

## Storia

### Origini
Un alieno troneggiante con un aspetto porcino e brutale, Kilowog è rinomato nel Corpo delle Lanterne Verdi ed è il principale addestratore delle nuove reclute del Corpo. I Guardiani dell'Universo reclutarono Kilowog, uno scienziato genetista altamente dotato, dal pianeta Bolovax Vik, nel Settore spaziale 674. In aggiunta al servizio con distinzione come Lanterna Verde di quel settore, Kilowog cominciò anche a passare del tempo sul pianeta del Corpo, Oa, ad addestrare le nuove reclute sul modo più appropriato di utilizzare i loro anelli del potere. In questa disciplina, Kilowog fu il primo addestratore del giovane Hal Jordan, il successore del defunto Abin Sur di Ungara, ex Lanterna Verde del settore 2814. Kilowog e la sua nuova recluta aiutarono i Guardiani a confrontarsi contro l'assassino di Abin Sur, la malvagia mente alveare interstellare conosciuta come Legione.

### Crisi sulle Terre infinite
Durante Crisi sulle Terre infinite, Bolovax Vik fu distrutto. Questo fu un duro colpo per la gigantesca Lanterna Verde, dato che tutta la sua razza fu distrutta, e che il sentirsi completamente solo era la cosa peggiore immaginabile. Dovendo qualcosa alla sua somiglianza genetica e alle affinità che tutti i Bolovax Vikiani possedevano, Kilowog riuscì a salvare l'intera popolazione del suo mondo (miliardi di esseri) immagazzinando le loro essenze vitali collettive all'interno del suo anello durante l'annichilazione del suo mondo.
La Crisi vide la divisione degli immortali Guardiani e la loro classe impoverì per la prima volta in milioni di anni. Anche il Corpo soffrì migliaia di perdite. I Guardiani, quindi, decisero di smettere di guidare il Corpo delle Lanterne Verdi, e se ne andarono in un'altra dimensione con i loro ex compagni, le Zamarons.

### Anni della Terra
Prima di andarsene, i Guardiani informarono le restanti Lanterne Verdi che il Corpo ora era di loro amministrazione; non erano più vincolati all'assegnazione di un solo settore spaziale e potevano prestare servizio ovunque si sentissero più adatti. Alla deriva, dopo la distruzione del suo settore e la fine del suo ruolo da istruttore per le nuove reclute, Kilowog si diresse verso la Terra e verso il suo miglior studente, Hal Jordan, e con un gruppo di Lanterne Verdi decisero di formare lì la loro base. Divennero infine il Corpo delle Lanterne Verdi della Terra. Mentre la loro comparsa spaventò la maggior parte degli umani, Kilowog fu brevemente una celebrità dopo aver sconfitto il criminale Mano Nera, durante una battaglia dal vivo all'Anaheim Stadium, in California.
La volontà fu presto sprecata, sebbene, quando fu invitato a diventare un agente del KGB e invitato a vivere nell'Unione Sovietica, dato che la società di Bolovax Vik era in qualche modo simile al sistema comunista. Durante il periodo nell'URSS, Kilowog fu determinante nella creazione della Rocket Red Brigade, la prima forza super potente dell'Unione Sovietica. Kilowog infine capì come andavano le cose e decise di averne abbastanza dell'URRS e delle nazioni comuniste della Terra.
Mentre faceva parte del Corpo delle Lanterne Verdi della Terra, Kilowog trovò un mondo nel settore spaziale 872 che sarebbe stato un successore ideale del suo pianeta natale. Ritornato in azione, utilizzò il suo anello per ricostituire la popolazione del suo ex pianeta, qualcosa come 16 miliardi di abitanti. Non aveva avuto il tempo di ridimere i suoi simili, che il mondo fu cancellato dalla Lanterna Verde rinnegato Sinestro, e tutti i 16 miliardi Bolovax Vikiani furono tutti uccisi permanentemente. Il trauma della perdita fu temporaneamente impazzire Kilowog, ma fu aiutato a superare questo momento difficile dalla sua collega Arisia, a cui confessò il suo amore. Fu supportato anche dalle altre Lanterne Verdi, che si sforzarono di stargli vicino, sapendo che la razza di Kilowog amava stare in compagnia.
Poco dopo questa avventura, il Corpo fu infine distrutto completamente quando votarono all'unisono per la pena di morte verso Sinestro con l'accusa di crimini contro l'universo; questi mise in moto una serie di eventi che portarono alla dissoluzione di quasi tutti gli anelli del potere e della quasi estinzione della Grande Batteria del Potere Centrale di Oa. Kilowog ritornò sulla Terra con Jordan e finì con il lavorare con la Justice League International di Maxwell Lord in qualità di tuttofare. Costruiva dispositivi eccezionali o sistemi di sicurezza in un tempo incredibilmente breve. Divenne anche amico di Mitch Wackye e tentò di aiutarlo nel cancellare la distruzione della sua Terra alternativa, ma non ci riuscì.

### Emerald Twilight
Quando il Corpo cominciò a riespandersi, Kilowog ritornò su Oa per addestrare la nuova generazione di Lanterne Verdi. Durante la storia di Emerald Twilight, numerose Lanterne furono inviate a fermare il pazzo Hal Jordan. L'ultima Lanterna Verde ad opporsi all'eroe fu proprio Kilowog, su Oa. Tentò di prevenire che il suo vecchio studente entrasse e assorbisse l'energia della Batteria del Potere Centrale che distrusse il Corpo. Kilowog fu disintegrato con uno sparo dall'anello di Hal Jordan, lasciando solo un teschio lacerato e una manciata di polvere. Jordan riuscì a rubare l'energia della Batteria del Potere Centrale e uccise tutti i Guardiani tranne uno, Ganthet.

### Lanterna Scura
L'enigmatico essere conosciuto come Lanterna Scura sembrò stranamente familiare a coloro che conoscevano da vicino l'eredità del Corpo delle Lanterne Verdi quando si presentarono per la prima volta sulla Terra.
Fu creata da alcune delle rimanenti Lanterne Verdi che persero i propri anelli quando Hal Jordan impazzì. Con base su Xudar, si nominarono "La Confraternita della Fiamma Fredda". Boodikka era una di loro. Si imbatterono in forze arcane e basate sull'inusuale natura della vita ultraterrena di Bolovox Vik, e convertirono l'anima di Kilowog nella Lanterna Scura, al fine di andare dietro a Jordan.
Quando Hal Jordan divenne lo Spettro, convinse il suo vecchio amico Tom Kalmaku ad aiutarlo a correggere i suoi errori contro il Corpo delle Lanterne Verdi. Kalmaku utilizzò il vecchio anello del potere di Jordan per ricostruire Oa e la grande Batteria del Potere Centrale come mostrato in Green Lantern Legacy: The Last Will and Testament of Hal Jordan. Questo permise allo spirito vendicativo di Kilowog di riposare. Poco dopo, però, il suo spirito fu richiamato alla vita da Kyle Rayner e Ganthet in Green Lantern vol. 3 n. 169.

### Il Nuovo Corpo
Recentemente i Guardiani si ricostituirono e riformarono il Corpo al risveglio della rinascita di Hal Jordan.
Correntemente, Kilowog mantenne il ruolo di Lanterna Verde Sergente Istruttore, addestrando le nuove reclute (o "poozers" come le chiama lui) per la nuova incarnazione del Corpo delle Lanterne Verdi, ancora una volta al servizio dei Guardiani dell'universo. Nella storia Crisi Infinite, Kilowog giocò un ruolo importante nella guerra tra Rann e Thanagar, e nel dopo guerra.
In Superman/Batman n. 30 (2007), Kilowog fu intensamente attaccato da una forza che fece sì che tutti gli alieni super potenti alleati con la Terra divenissero ostili contro gli umani. Lui, o la forza che lo controllava, tentò di sviare violentemente Superman nell'odiare tutti gli umani, ma l'Uomo d'Acciaio, confuso, riuscì ad evitarlo. Fu più tardi rivelato che Kilowog ed altri eroi alieni erano stati infettati da Despero ed una armata aliena. La minaccia fu sconfitta con sveltezza da Superman e Batman.
Ancora una volta, in Green Lantern Corps n. 11 (2007) Kilowog fu spinto, forse da un Mogo infettato da Despotellis, ad un odio xenofobico contro i Guardiani dell'Universo ed il Corpo, agendo sotto l'immagine della sua gente deceduta. Kilowog cadde vittima della frode.
Durante la guerra contro i Sinestro Corps, Kilowog fu al fronte durante la battaglia di Mogo. Quando il conflitto si spostò sulla Terra, Kilowog si batté con la sua controparte dei Sinestro Corps, Arkillo. Kilowog sconfisse il criminale e rimosse il suo anello. Dopo il culmine della guerra, Kilowog fu visto su Mogo, cenando con un costrutto immaginario della sua famiglia.
In Blackest Night: Tales of the Corps n. 3, le origini di Kilowog lo descrissero come una recluta addestrata dal precedente sergente istruttore Ermey che utilizzava la parola "poozer" per indicare "reclute inutili". Nel mezzo di un particolare reggimento d'addestramento, Ermey si fece aiutare nel fermare un gruppo di Lanterne Verdi da Kilowog e dai suoi compagni. Ermey, fatalmente colpito in battaglia, elogiò Kilowog per le sue abilità, dicendogli che aveva le potenzialità per divenire un grande leader.

## Poteri
Come Lanterna Verde, Kilowog possiede lo stesso anello del potere e la stessa batteria del potere utilizzati da qualsiasi altra Lanterna Verde. La Grande Batteria del Potere Centrale, con locazione su Oa, è il deposito di miliardi di anni di volontà in forma d'energia. Quest'energia fu imbrigliata e focalizzata dai Guardiani ed è intrappolata nelle batterie del potere di ogni Lanterna Verde. Applicando volontà e concentrazione, l'anello è letteralmente capace di compiere qualsiasi cosa che il portatore possa concepire, ed è quindi limitato o illimitato dalle abilità del portatore. Nel caso di Kilowog, egli mostrò la capacità nel costruire macchine straordinariamente complesse col suo anello. In termini di combattimento, Kilowog tendeva ad evitare lo stile "gigante guantone da boxe" di Hal Jordan e utilizzò principalmente il suo anello per volare ed assorbire ogni attacco dei nemici abbastanza a lungo per avvicinarsi abbastanza da batterli nella loro subcoscienza.
Secondo la miniserie del 2005 Green Lantern: Rebirth, l'anello di Kilowog è l'unico che Hal Jordan riconosce quando viene usato, perché emette un suono riconoscibile quando è in funzione.
In aggiunta al suo anello del potere, Kilowog possiede la naturale super forza e resistenza della sua specie, così come il super intelletto che sorpassa di molto quello dei suoi compagni. Sotto controllo mentale, Kilowog riuscì anche a combinare queste abilità per difendersi contro Superman con facilità.

## Altri media

### Televisione
- Nell'episodio "La notte più buia" della serie animata Justice League, Kilowog è una delle Lanterne Verdi che assiste al processo di John Stewart, accusato di aver distrutto un intero pianeta. Dato che alcuni colleghi di John erano contro di lui, Hawkgirl si ritrovò a combattere contro di loro, poiché si erano uniti contro un compagno di squadra. Dopo di ciò, Kilowog decise di aiutare John Stewart facendosi avanti nel tribunale, tentando di difenderlo. Fa anche la sua comparsa fu ancora intravista nell'episodio "A partire da adesso", dove partecipò insieme ad alcuni colleghi al funerale di Superman.
- Kilowog comparve nell'episodio "Il ritorno" della serie animata Justice League Unlimited.
- Kilowog comparve anche nell'episodio "Super papero terrestre" della serie animata Duck Dodgers.
- Kilowog comparve nell'episodio "Il cavaliere oscuro" della serie animata Batman: The Brave and the Bold. Stava trasportando un prigioniero quando le battute di Guy Gardner mandarono quest'ultimo in bestia. Grazie a lui e a Batman, riuscirono a ricatturarlo. In "L'attacco di Despero", era nell'armata di Hal Jordan quando questi subì il lavaggio del cervello da parte di Despero. Alla fine si ritrovò vivo al sicuro nell'anello di Hal Jordan.
- Kilowog è uno dei protagonisti della serie animata Lanterna Verde, dove è doppiato da Kevin Michael Richardson.

### Cinema
- Kilowog compare anche nel film Lanterna Verde (2011). Qui il personaggio è completamente realizzato in CGI e doppiato da Michael Clarke Duncan.
- Il suo cadavere appare nel film del DC Extended Universe Zack Snyder's Justice League (2021) tra le macerie della Hall of Justice durante la visione di Cyborg su un possibile futuro apocalittico, probabilmente ucciso da Superman oramai al servizio di Darkseid.

#### Film d'animazione
- Michael Madsen doppiò Kilowog nel film d'animazione della Warner Première Lanterna Verde - Prima missione. Inizialmente Kilowog non si fidava di Hal Jordan, domandandogli anche di restituire l'anello ad Abin Sur. Kilowog viene più tardi mostrato arrabbiato quando i Guardiani assegnarono Sinestro all'addestramento di Jordan, dato che solitamente l'addestramento era un suo lavoro. Dopo che Sinestro utilizzò la batteria gialla per distruggere la batteria verde, alle Lanterne Verdi ora depotenziate, venne ordinato di abbandonare i propri anelli. Kilowog rifiutò. Sinestro mise Kilowog di fronte alla batteria gialla dicendo che Kilowog "non sarebbe sopravvissuto a tutto ciò in ogni caso". Tuttavia, Hal Jordan salvò Kilowog da Sinestro. Dopo che Jordan lo sconfisse, Kilowog prese il suo anello e la sua mano e li calpestò. In questo modo Kilowog scoprì che l'anello di Sinestro aveva ancora un po' di potere, salvando così Jordan da una possibile caduta.
- Kilowog compare nel film d'animazione Lanterna Verde - I cavalieri di smeraldo, doppiato da Henry Rollins.
- Kilowog compare anche nel film d'animazione del DC Animated Universe Justice League vs. the Fatal Five, doppiato da Kevin Michael Richardson.
- Il personaggio è comparso in un cameo nel film d'animazione del DC Animated Movie Universe Justice League Dark: Apokolips War, doppiato da John DiMaggio.